# Géologie d'Andorre
La principauté étant intégralement située au sein des Pyrénées, la géologie de l'Andorre est indissociable de celle de cette chaîne de montagne. Les Pyrénées sont une chaîne de collision intra-continentale appartenant à la ceinture alpine formée à la suite de la collision entre le bloc ibérique et l'Eurasie (orogenèse alpine). Celle-ci est subdivisée en plusieurs zones tectoniques, délimitées entre elles par des failles. La principauté d'Andorre se trouve au sein de la zone axiale des Pyrénées, abritant les sommets les plus élevés et où les déformations ont été les plus importantes.
L'histoire géologique de cette zone axiale et donc du territoire andorran est polyphasée et expose, à travers les différentes roches et structures rencontrées, les conséquences de deux cycles orogéniques majeurs du Phanérozoïque : le cycle varisque (ou hercynien) et le cycle alpin. Alors que l'orogénèse varisque entraîne le plissement et le métamorphisme des séries sédimentaires préexistantes, l'épisode orogénique alpin à l'origine de la chaîne actuelle provoque quant à lui (au cours de  l'Éocène et au début de l'Oligocène) l'exhumation et la surrection du matériel varisque.

## Organisation structurale et types de roches
Schématiquement, la zone axiale pyrénéenne comporte trois grands ensembles tectoniques qui sont tous présents sur le territoire andorran, :
- des roches métasédimentaires (roches sédimentaires paléozoïques datées du Cambrien au Dévonien ayant subi un degré de métamorphisme plus ou moins important).
- des orthogneiss pré- ou proto-varisques nichés au sein des strates Cambro-Ordoviciennes.
- des plutons granitiques ou granitoïdes de la fin du Carbonifère.

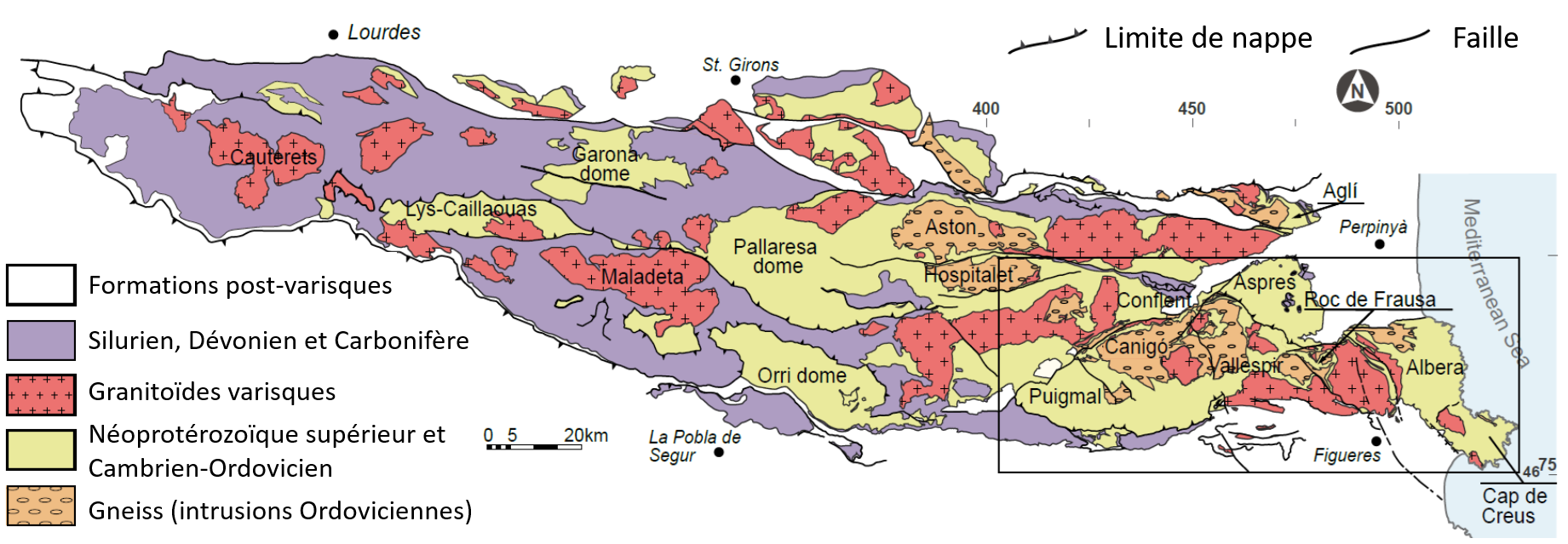

Les deux cartes géologiques ci-dessus reprennent sensiblement le même code couleur, l'une à échelle de l'Andorre et l'autre à l'échelle de la zone axiale des Pyrénées. En jaune apparaissent les dômes anticlinaux cambro-ordoviciens (à prédominance schisteuse en Andorre). Les plis synclinaux siluro-dévoniens (à prédominance calcaire en Andorre) sont en bleu. Enfin, les intrusions gneissiques Ordoviciennes et plutoniques granitoïdes carbonifères sont en rouge sur la carte de l'Andorre (et respectivement en orange et en rouge sur la carte des Pyrénées).

### Roches métasédimentaires du Paléozoïque

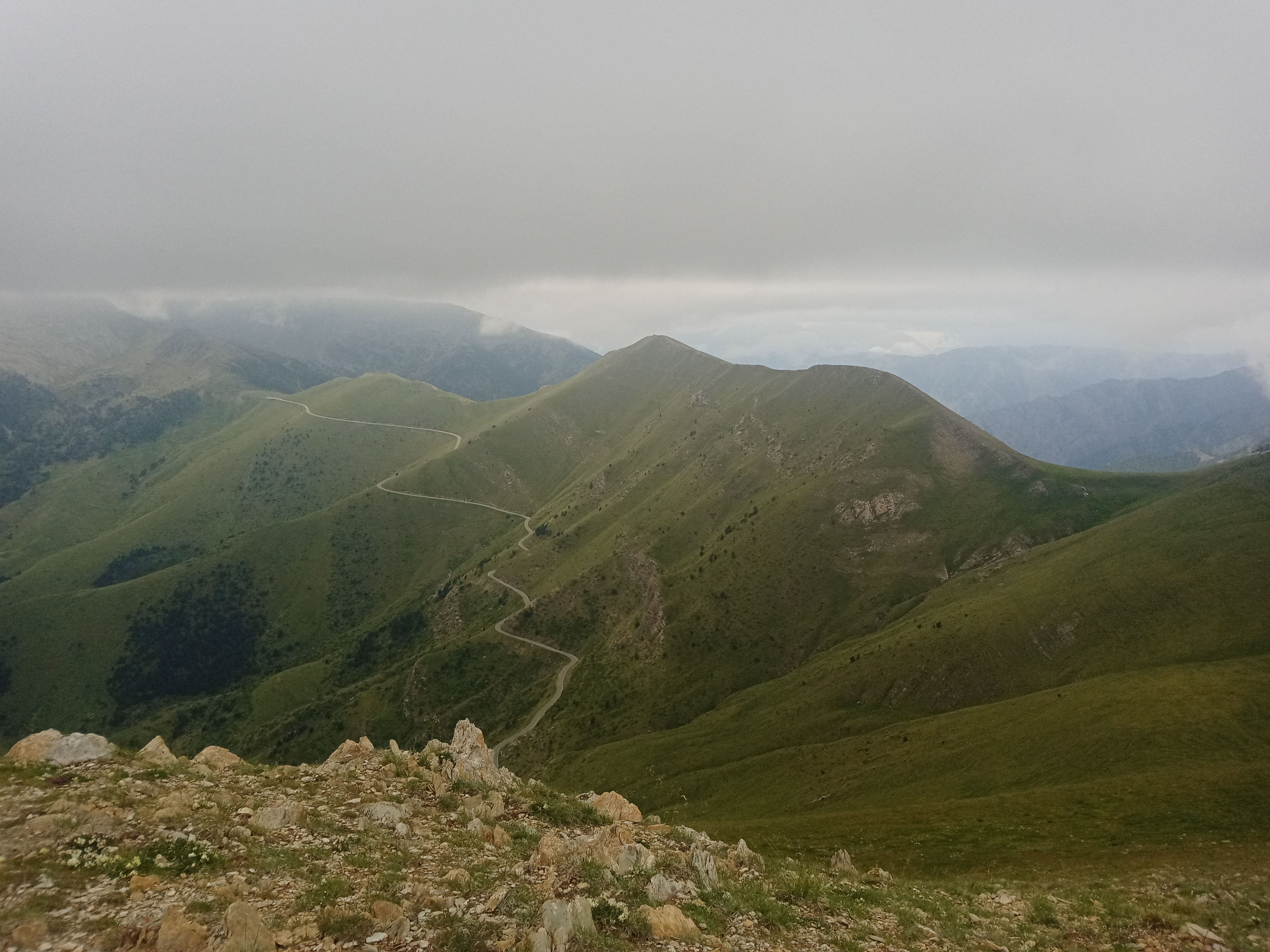
Roches calcaires du synclinal de Tor-Casamanya au niveau du port de Cabús

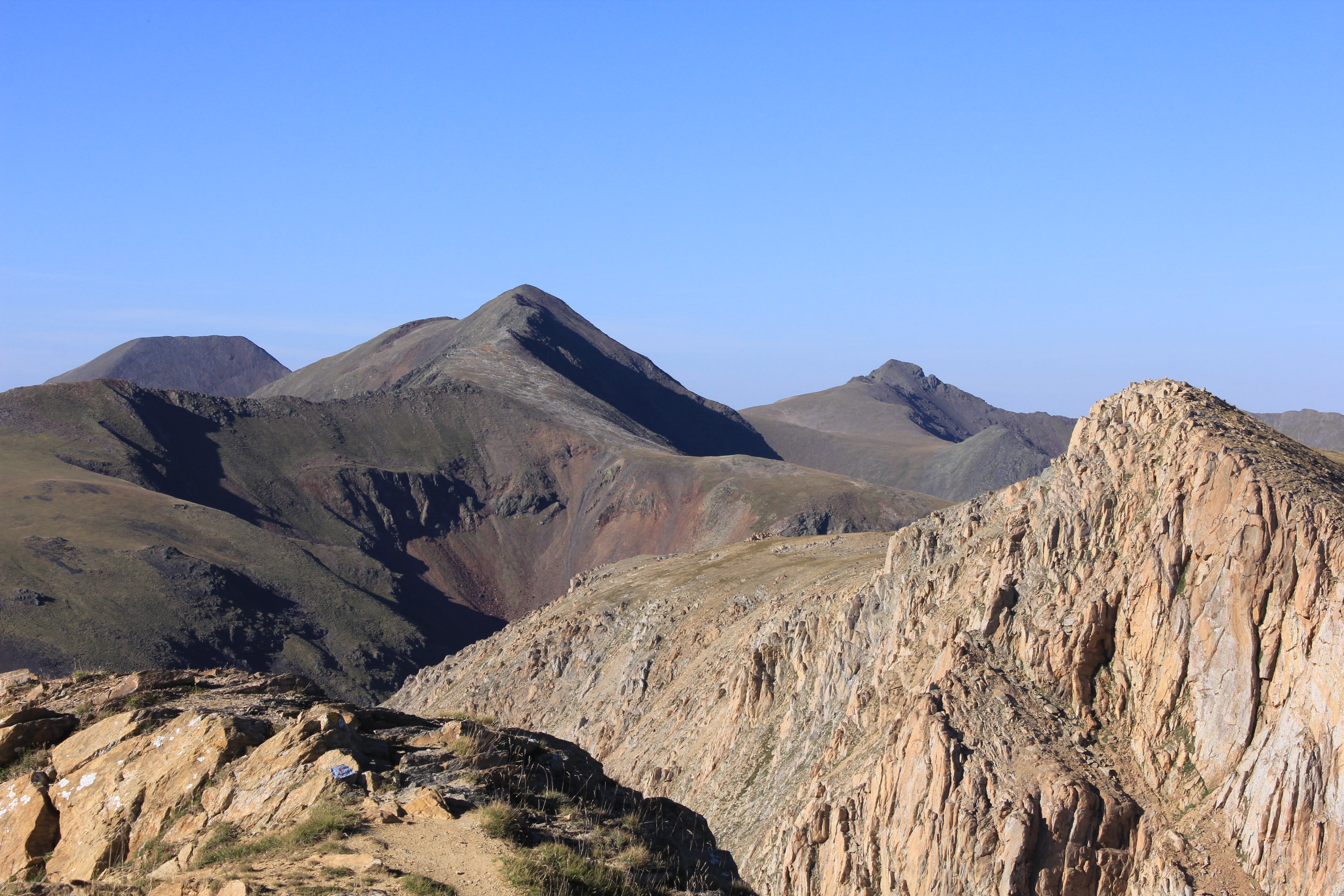
Affleurement calcaire du Dévonien sur le massif du Casamanya

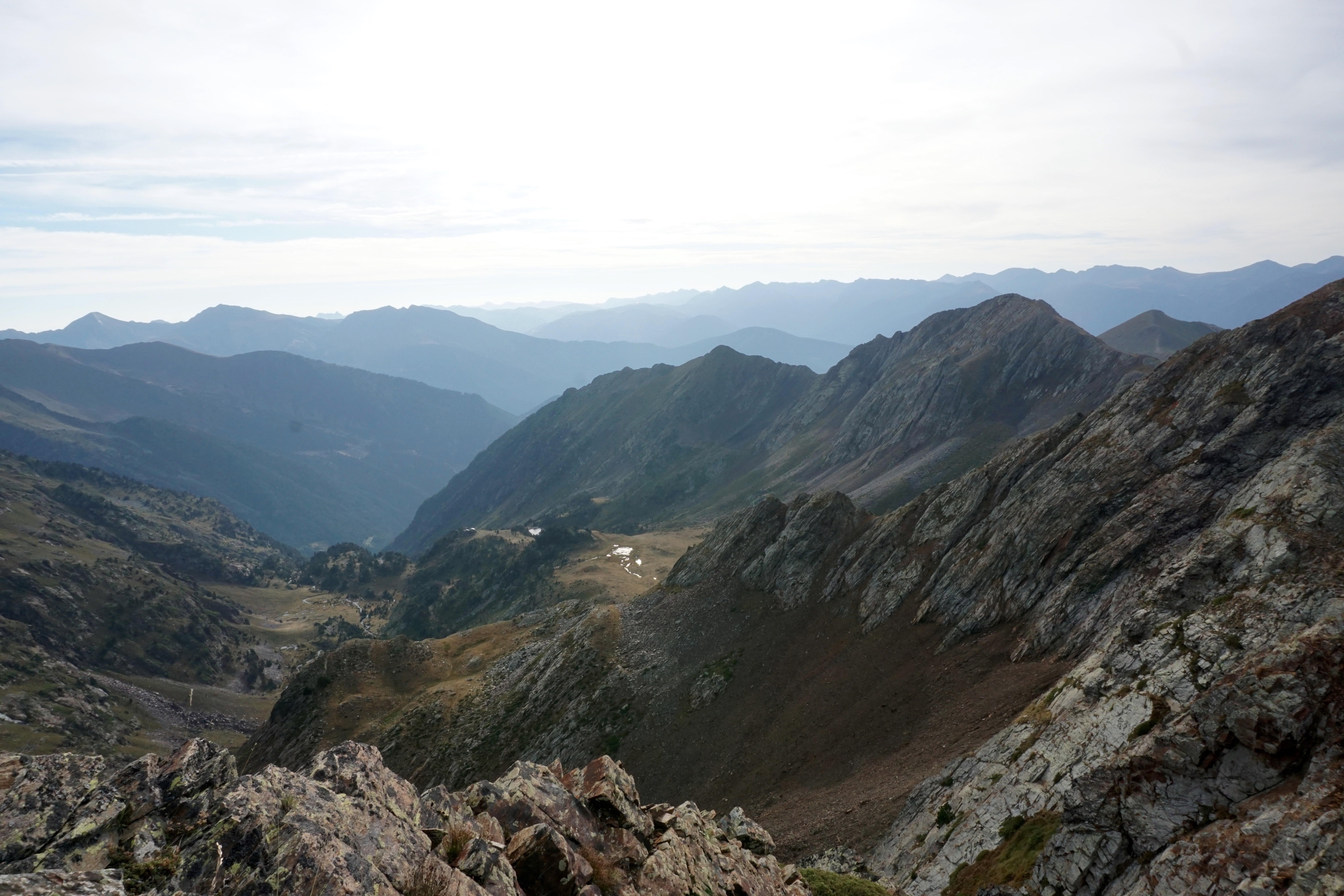
Crêtes schisteuses du massif du Coma Pedrosa

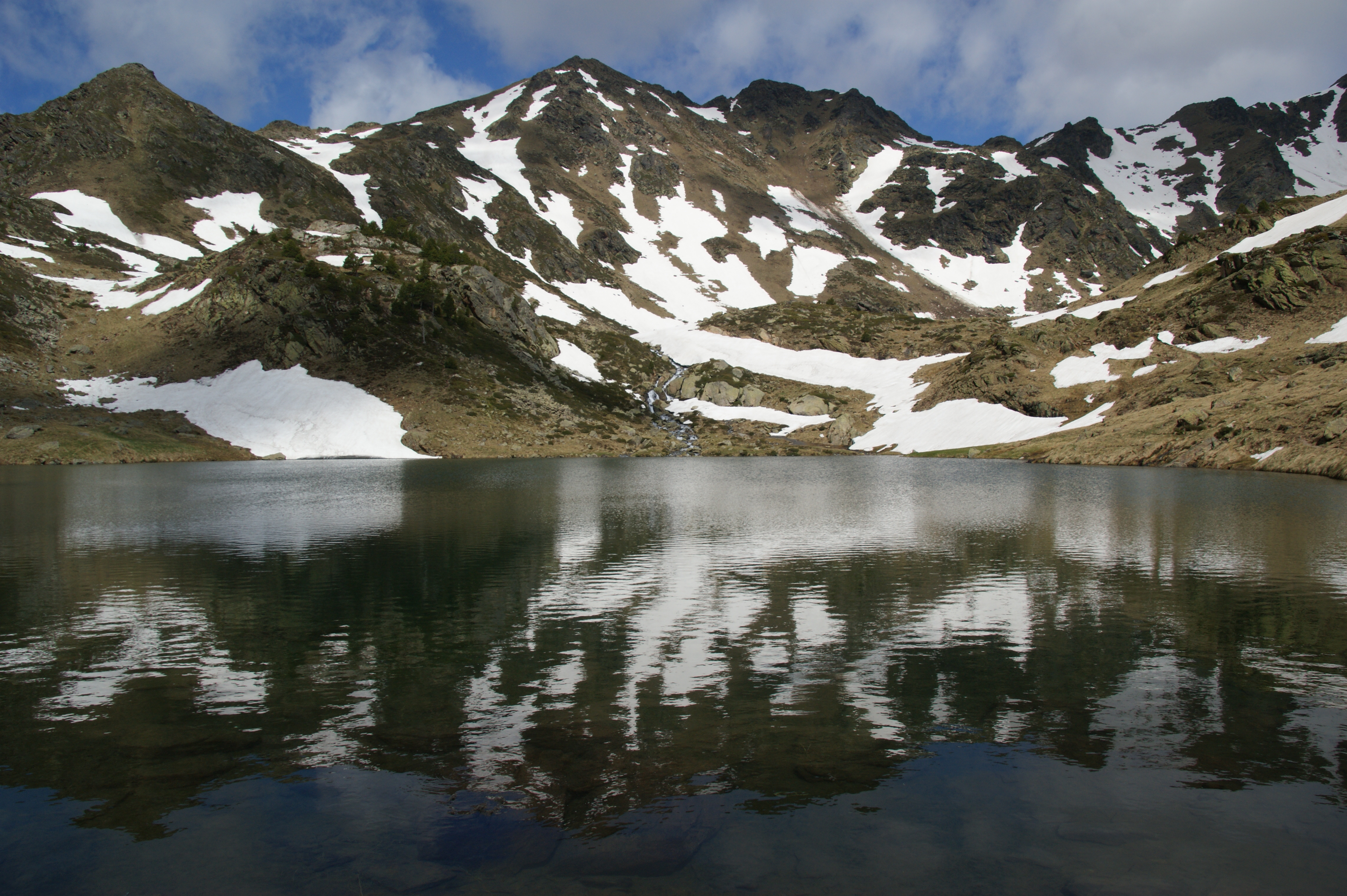
Le fond du cirque de Tristaina formé de micaschiste à haut degré de métamorphisme

#### Nature des roches
Au cours du Paléozoïque, en lieu et place des Pyrénées actuelles se trouve un bassin de sédimentation épicontinental au niveau duquel vont se déposer successivement diverses strates de roches sédimentaires du Cambrien au Dévonien. Les roches Cambro-Ordoviciennes sont de nature variée selon les strates et l'on retrouve en épaisseur variable de l'ardoise, du calcaire et de la quartzite,. Les roches du Dévonien sont quant à elles principalement de nature calcaire (mais la stratigraphie inclut également de l'ardoise), tandis que les roches datées du Silurien correspondent à des ardoises. 
Lors de la phase tardive de l'orogénèse varisque, ces roches vont subir un métamorphisme de basse pression et de haute température plus ou moins marqué pour devenir des roches métasédimentaires,. Il existe un gradient croissant de métamorphisme du sud vers le nord du pays (le métamorphisme étant maximal au contact du massif orthogneissique de l'Aston) comme en témoigne la répartition des minéraux marqueurs du degré de métamorphisme tels que l'andalousite et la sillimanite. On assiste ainsi le plus souvent à une transformation schisteuse des roches cambro-ordoviciennes avec présence de micaschiste dans les zones de métamorphisme maximal.

#### Structuration en plis
Des déformations tardi-hercyniennes (d'âge Stéphanien) génèrent une succession de plis anticlinaux et synclinaux orientés grossièrement selon un axe est-ouest,. Cette alternance de plis conditionne l'affleurement des différentes strates palézoïques métasédimentaires et structure le paysage géologique andorran.
De manière schématique, les plis synclinaux laissent affleurer les roches du Dévonien dans leur portion centrale et du Silurien dans leur périphérie,,. Il existe grossièrement dans ces zones une prédominance calcaire du substrat rocheux. Les dômes anticlinaux font quant à eux font apparaître les roches les plus anciennes datées du Cambrien et de l’Ordovicien,. Au niveau des zones anticlinales, il existe une prédominance schisteuse du substrat rocheux. Il est à noter qu'aucune roche antérieure au Cambrien n'affleure sur le territoire andorran. 
On retrouve ainsi du nord au sud du pays,, :
- Le dôme anticlinal de la Pallaresa comprenant notamment les grands ensembles que sont le massif du Coma Pedrosa, les cirques d'Arcalís et de Tristaina, les vallées de Rialb et Sorteny, les pics de l'Estanyó et de Serrère ainsi que la vallée de Ransol.
- Le synclinal de Tor-Casamanya étendu sous la forme d'une bande joignant le port de Cabús au massif du Casamanya.
- L’anticlinal de la Massana (qui est un prolongement septentrional du dôme de la Pallaresa)
- le synclinal de Llavorsí et enfin l’anticlinal de La Rabassa.

### Orthogneiss
En Andorre, les orthogneiss ne sont retrouvés que dans le nord et le nord-est du pays, sur les franges du dôme d'Aston-Hospitalet. Le protolithe de ces orthogneiss était un laccolite de granite dont la formation a été datée par méthode U-Pb à environ 470 Ma,,. Cette date concorde avec celle obtenue dans d'autres massifs gneissiques (comme la Montagne Noire ou encore le massif du Canigou) et traduit donc survenue d'un important évènement magmatique pendant l'Ordovicien, que l'on suppose correspondre à un rifting aux marges des paléocontinents Baltica et Gondwana dans le cadre de l'orogenèse calédonienne. Lors de l'orogénèse varisque, ce lacolitte a subi un métamorphisme résultant en une transformation du granite en orthogneiss.
Deux formations différentes sont décrites, d'une part des gneiss à plagioclase (affleurant au port de Siguer et au pic de Font Blanca) et d'autre part les gneiss œillés de Mil-Menut qui affleurent au fond de la vallée d'Incles (estanys de Juclà, pic d'Escobes).

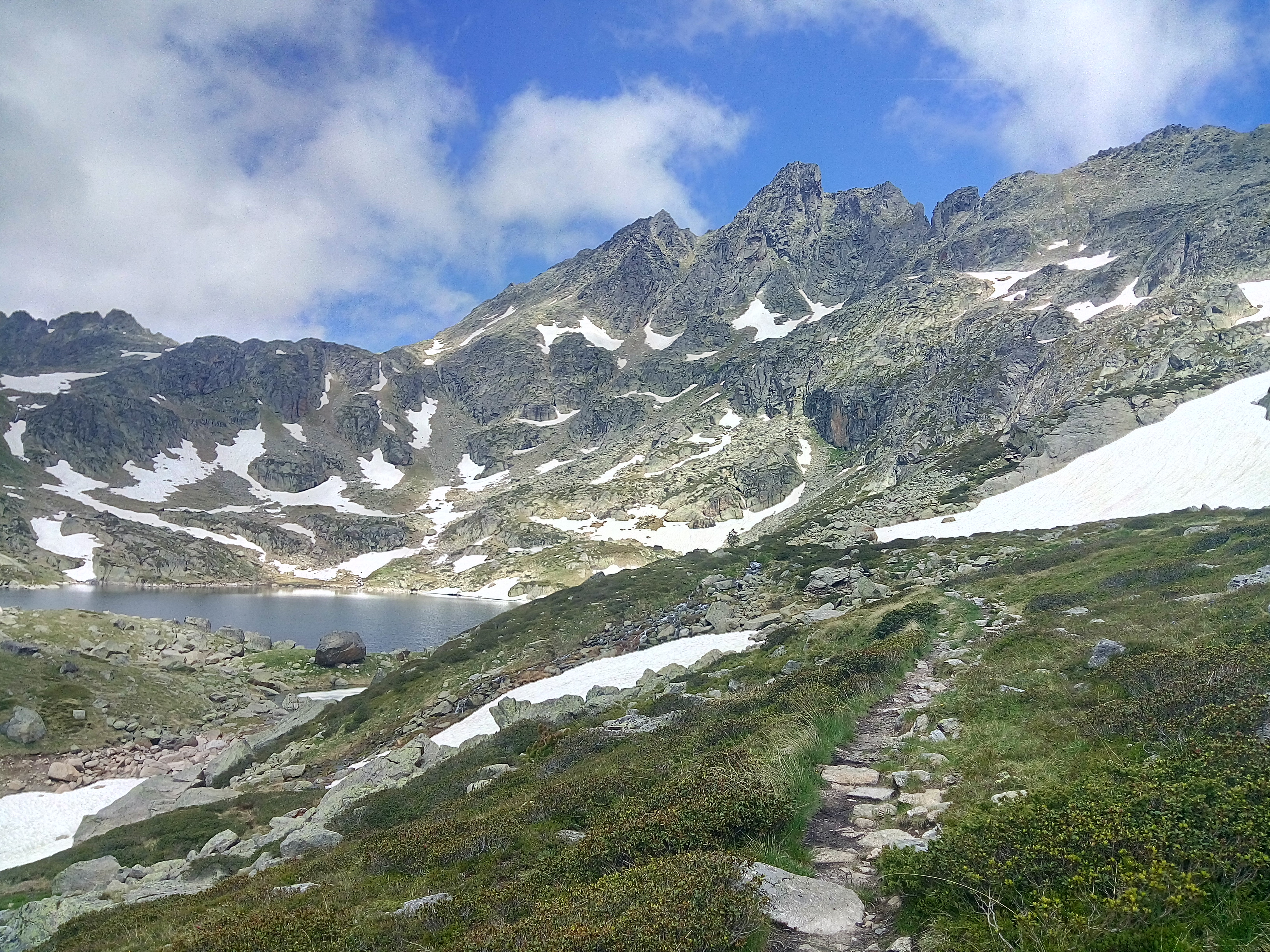
Le pic d'Escobes constitué de gneiss
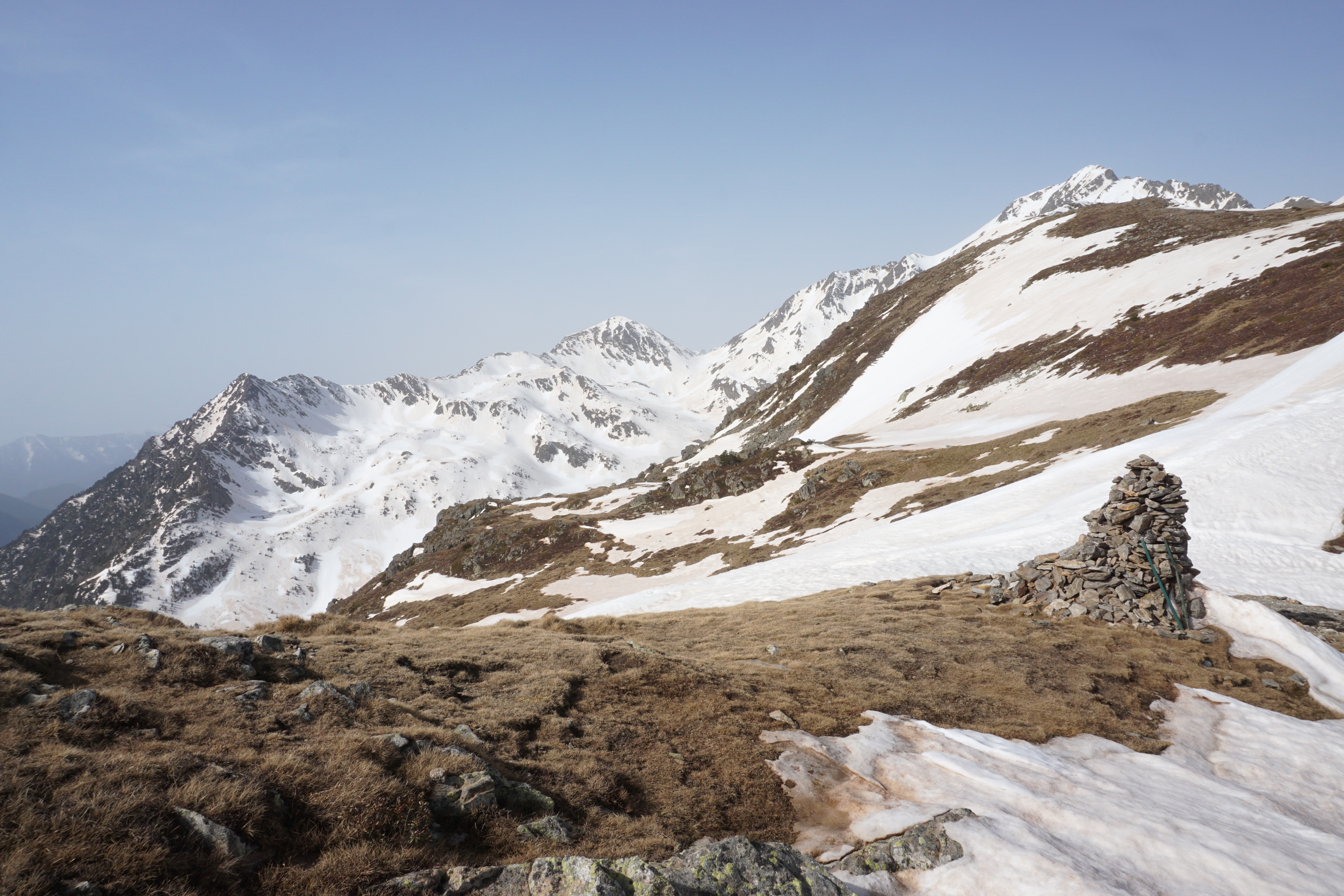
Le port de Siguer et le pic de Font Blanca

### Intrusions plutoniques carbonifères
Les plutons granitoïdes de la fin du Carbonifère sont principalement retrouvés au sud-est du pays au sein du batholite de Mont-Louis-Andorre, une vaste structure dont la granodiorite est le constituant essentiel et qui couvre une surface de plus de 600 km2 (en s'étendant jusqu'en Espagne),. 
Une datation par l'uranium-plomb réalisée dans les skarns adjacents au batholite, estime que sa formation s'est produite il y a 305 Ma,. Cette datation est concordante avec celle des autres plutons granitoïdes des Pyrénées (comme le massif de Cauterets et le massif de la Maladeta),. Les caractéristiques géochimiques des roches constituant ces différents massifs sont également très similaires (signature géochimique métalumineuse et calco-alcaline riche en potassium). 
L'ensemble oriente vers une origine commune au travers d'un phénomène magmatique étendu à l'ensemble de la chaîne pyrénéenne. Une hypothèse avancée est une rupture de slab ou une délamination du manteau lithosphérique lors de la phase tardive de l'orogénèse varisque. Le pic d'activité magmatique se serait déroulé il y a 300 à 310 Ma à la fin du Carbonifère (âge Pennsylvanien),. La mise en place du batholite Mont-Louis-Andorre s'est accompagnée d'une couronne de métamorphisme de contact au niveau des roches méta-sédimentaires paléozoïques déjà en place au voisinage. 
Outre le batholite de Mont-Louis-Andorre, d'autres plus petites intrusions granitoïdes (granodiorite) de même nature sont présentes en Andorre, notamment à proximité de Santa Coloma,,.
Parmi les ensembles granitiques de l'Andorre, on signalera notamment le cirque des Pessons à l'est du pays (plus grand cirque glaciaire d'Andorre) et la vallée du Madriu au sud-est du pays, classée au patrimoine mondial de l'UNESCO.

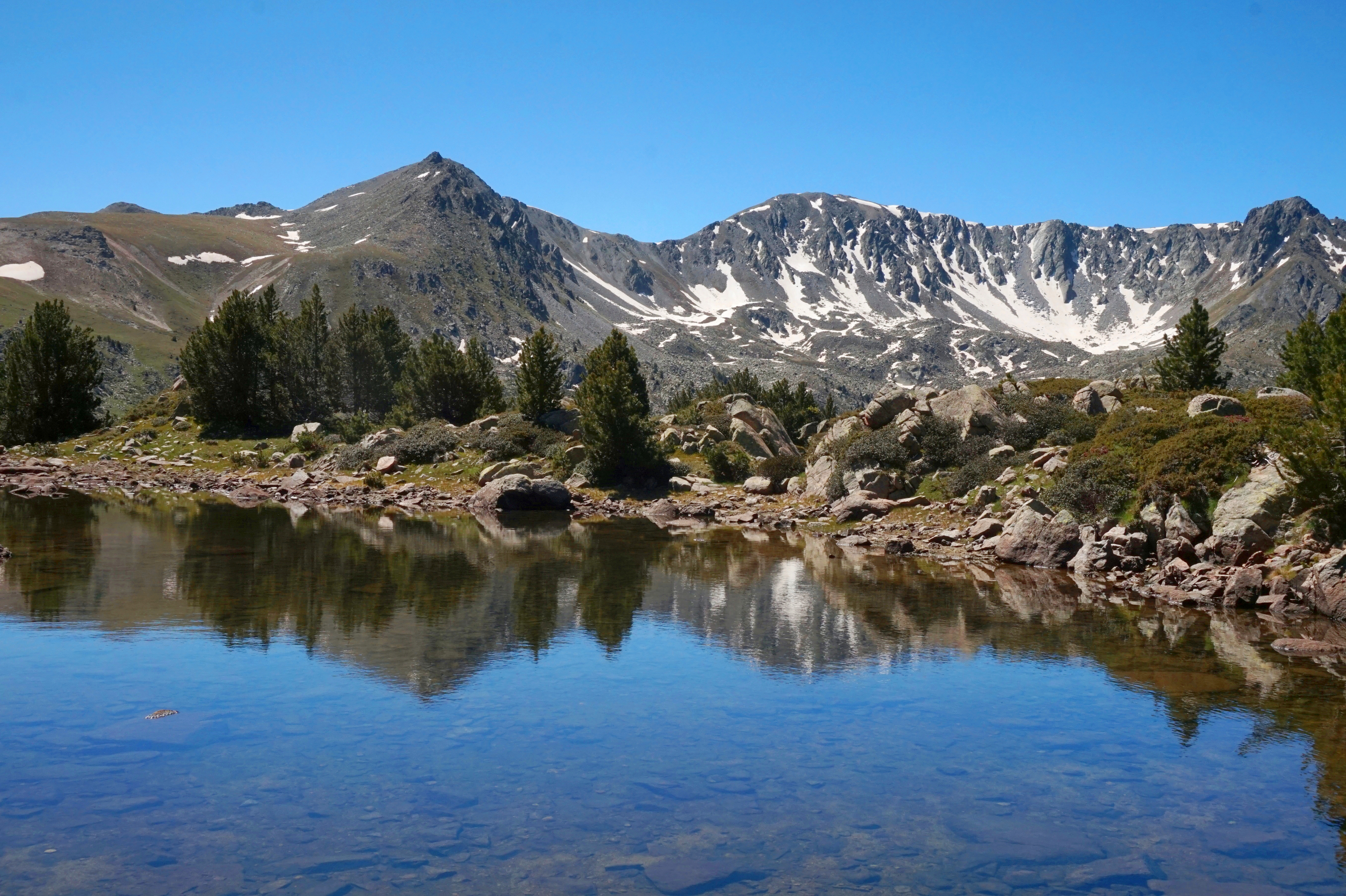
Blocs de granite au premier plan (estany de la Bova) et crête sud de la vallée du Madriu formée de sommets granitiques à l'arrière-plan.
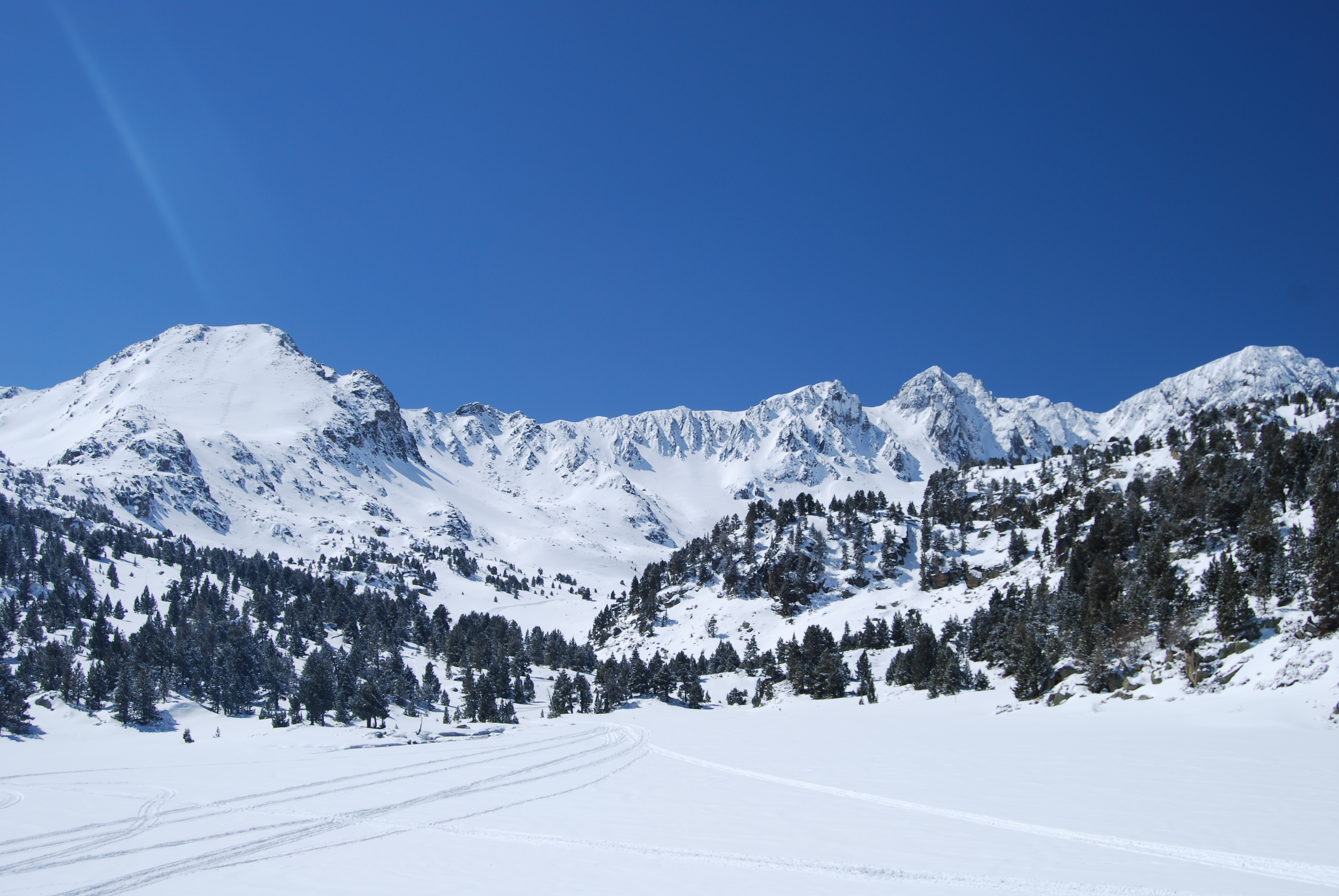
Le cirque granitique des Pessons

## Fossiles
Comme nous l'avons dit, au cours du Paléozoïque, un bassin de sédimentation marin épicontinental se trouvait en lieu et place des Pyrénées, aux marges du paléo-continent Gondwana (océan Rhéique). Les fossiles qui nous sont parvenus sont donc des témoins de la paléofaune de cette époque et sont ceux d'animaux marins (mollusques). Les fossiles andorrans ont été globalement assez peu étudiés mais une centaine de gisements fossilifères est connue dans la principauté.
Les fossiles les plus anciens sont des traces de bioturbation (ichnofossiles) au sein des dépôts cambro-ordoviciens,. Les strates de l'Ordovicien supérieur arborent des fragments de brachiopodes, de crinoïdes et de bryozoaires. Dans les couches sédimentaires du Silurien, on retrouve des fossiles de graptolites. Ce sont les calcaires du Silurien qui abritent la plus grande diversité de fossiles avec des coraux, des crinoïdes, des brachiopodes et des céphalopodes. Enfin, le Dévonien a laissé des fossiles de crinoïdes et d'orthocères.

## Glaciations quaternaires

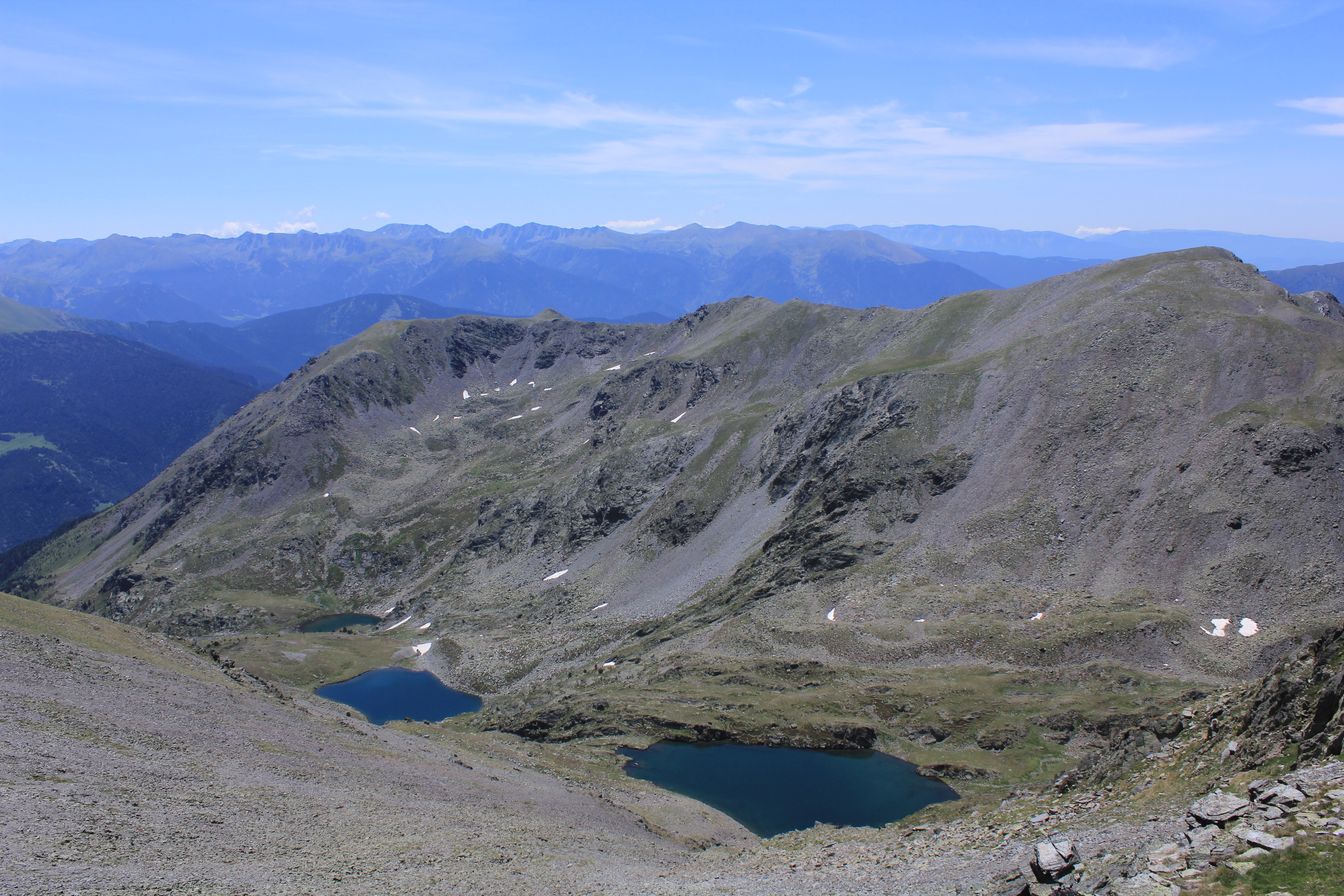
Les lacs glaciaires de l'Angonella dans le cirque éponyme.

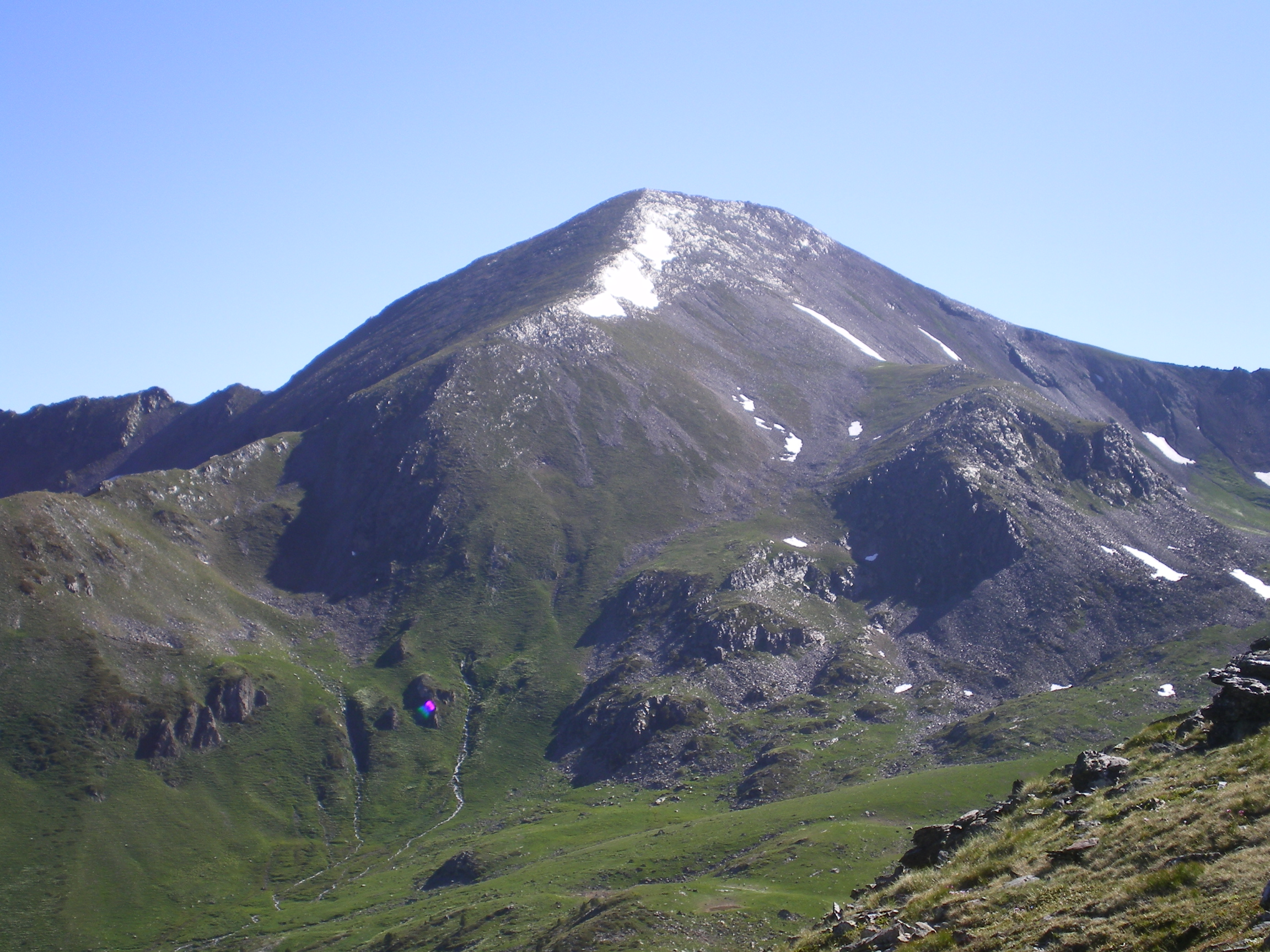
Le pic pyramidal de Serrère.

Comme le reste de la chaîne pyrénéenne, le territoire andorran a subi l’empreinte des glaciations quaternaires. Lors de la phase d’extension glaciaire maximale, une langue glaciaire descendait de la vallée de la Valira del Nord et confluait à La Massana avec un second glacier issu du massif du Coma Pedrosa. Ce glacier rejoignait ensuite une autre langue glaciaire issue de la vallée de la Valira d’Orient à hauteur d’Andorre-la-Vieille. L’ensemble se prolongeait ensuite le long de la vallée de la Gran Valira jusqu’en Espagne comme en témoigne la présence d’une moraine fronto-latérale aux portes de La Seu d'Urgell.
Lors des phases successives de retrait et de stabilisation, les grands glaciers ont laissé de multiples dépôts glaciaires et fluvio-glaciaires. On pourra citer comme exemple les dépôts glacio-lacustres de la cuvette de La Massana,.
De manière plus visible, les glaciations quaternaires ont profondément modelé le relief andorran. Les hauts massifs sont parsemés de multiples cirques glaciaires aux intersections desquels se trouvent des pics pyramidaux (comme le pic de Tristagne et le pic de Serrère). Le cirque des Pessons, le cirque d’Arcalís ou encore le cirque de l’Angonella constituent de bons exemples de ces cirques glaciaires. Des phénomènes de surcreusement glaciaire au sein de ces derniers ont donné naissance à des lacs (estanys de Tristaina, estanys de l'Angonella ...). La quasi-totalité des lacs de l’Andorre sont ainsi d’origine glaciaire.
Outre les dépôts glaciaires et fluvio-glaciaires déjà mentionnés, les grandes vallées du pays portent toutes les empreintes de l’emprise glaciaire quaternaire dans leur morphologie. Il s’agit en effet d’auges glaciaires, aux pentes assez abruptes (forme typique en « U »), flanquées d’épaulements et de vallées suspendues. La vallée de Ransol tout comme celle de la Vall del Riu constituent des exemples de vallées suspendues  raccordées à celle de la Valira d’Orient. Le Pla de Besalí (versant sud du pic éponyme surplombant le village d’El Serrat est un épaulement bien dessiné. Enfin, la dynamique glaciaire génère les habituels verrous, ombilics et gorges (comme à la Grella ou à Meritxell) du profil longitudinal de ces vallées.